# Arechauka (rejon dzierżyński)
Arechauka (biał. Арэхаўка; ros. Ореховка, Oriechowka) – wieś na Białorusi, w obwodzie mińskim, w rejonie dzierżyńskim, w sielsowiecie Dzierżyńsk, przy węźle drogi magistralnej M1 z drogą republikańską R1.